# Kieler Pass
Der Kieler Pass ist ein Gebirgspass im ostantarktischen Viktorialand. In den Anare Mountains liegt er nördlich der GANOVEX-Kette.
Wissenschaftler der deutschen Expedition GANOVEX I (1979–1980) nahmen seine Benennung vor. Namensgeberin ist die schleswig-holsteinische Landeshauptstadt Kiel.